# Christian Paul (rugby à XV)
Pour les articles homonymes, voir Christian Paul et Paul.
Pas d'image ? Cliquez ici

a Compétitions nationales et continentales officielles uniquement.

Dernière mise à jour le 9 novembre 2024.
Christian Paul est un joueur de rugby à XV, né le 2 juillet 1950 à Bordères-sur-l'Échez (Hautes-Pyrénées) et mort le 21 août 2017 à Tarbes. 

## Biographie
Surnommé La Masse, Christian Paul jouait au poste de troisième ligne centre, il mesurait 1,88 m pour 105 kg. 
Il a été Champion de France en 1973 avec le Stadoceste tarbais.
Il connaît plusieurs sélections en équipe de France junior, scolaire, militaire, France B. 
Capitaine de 1974 à 1979, entraîneur de l'équipe fanion en 1986. En 2000, il est à la direction du club de Tarbes, qui fusionne avec le CA Lannemezan pour devenir le LT 65 puis le Tarbes Pyrénées. 
Élu au comité directeur de la FFR en 1991 sous la présidence d'Albert Ferrasse, puis avec Bernard Lapasset jusqu'en 2004.
En 2008, il est élu maire de sa ville, Bordères-sur-l'Échez.

## Palmarès
- Vainqueur du Championnat de France Juniors Crabos en 1968 avec le Stadoceste tarbais.
- Vainqueur du Championnat de France de première division en 1973 avec le Stadoceste tarbais.